# Departamento dos Recursos, Energia e Turismo
O Departamento dos Recursos, Energia e Turismo (em inglês: Department of Resources, Energy and Tourism) é um departamento do governo da Austrália.